# Agostino Ramelli
Agostino Ramelli (Ponte Tresa, 1531 – 1608) è stato un ingegnere italiano del XVI secolo.

## Biografia
In gioventù attese a studi di scienze e architettura e prestò servizio nell'esercito di Carlo V, raggiungendo il grado di capitano.
Nel 1571 trasferitosi in Francia al servizio del duca di Angiò, futuro re Enrico III (1551-1589), fu da questi nominato suo ingegnere. Con questa funzione prese parte all'assedio della Rochelle, durante il quale fu ferito, preso prigioniero dagli Ugonotti e poi liberato per intercessione del duca.

## L'opera

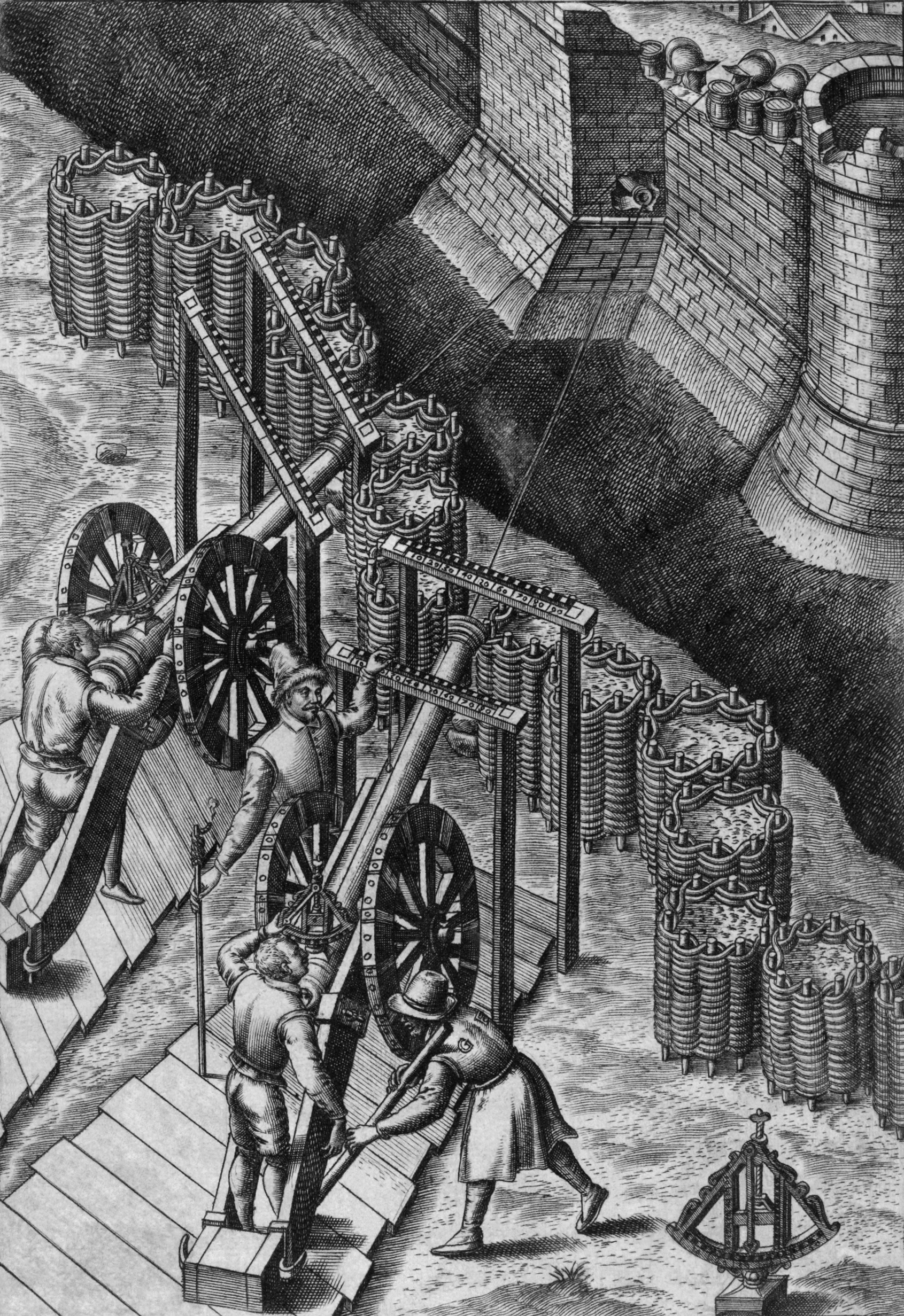
Sistema di Ramelli per dirigere il tiro delle artiglierie di notte

La sua fama gli deriva dalla sua unica opera pubblicata: "Le diverse et artificiose machine del Capitano Agostino Ramelli Dal Ponte Della Tresia Ingegniero del Christianissimo Re di Francia et di Pollonia: nelle quali si contengono uarij et industriosi Mouimenti, degni di grandiſsima speculatione, per cauarne beneficio infinito in ogni sorte d'operatione".
L'opera dedicata al re di Francia, pubblicata a Parigi nel 1588, consiste di 195 capitoli, ciascuno dei quali contiene l'illustrazione e la descrizione, in francese e in italiano, di una diversa macchina. Si tratta nella maggioranza dei casi di macchine per il sollevamento dell'acqua (norie, viti di Archimede e soprattutto una grande varietà di pompe), ma sono presenti anche vari tipi di mulini, seghe idrauliche e altre macchine azionate dalla forza dell'acqua, nonché gru, fontane e strumenti di interesse bellico.
Tra questi ultimi un rivoluzionario carro armato anfibio la cui struttura, costituita da assi di legno, era a tenuta stagna. Quando si muoveva su terreno utilizzava quattro ruote normali, mentre se doveva attraversare dei corsi d'acqua usava due ruote a pale, manovrate a braccia.
Recentemente è divenuta popolare la ruota di libri, ossia una sorta di leggio rotante per consentire la contemporanea consultazione di più testi, che pur essendo forse la meno utile delle 195 macchine, è stata considerata da qualcuno una prefigurazione dei moderni sistemi ipertestuali.
Le macchine di Ramelli usano tutti i tipi di ingranaggi che sarebbero stati usati nei secoli successivi e vari tipi di valvole. 

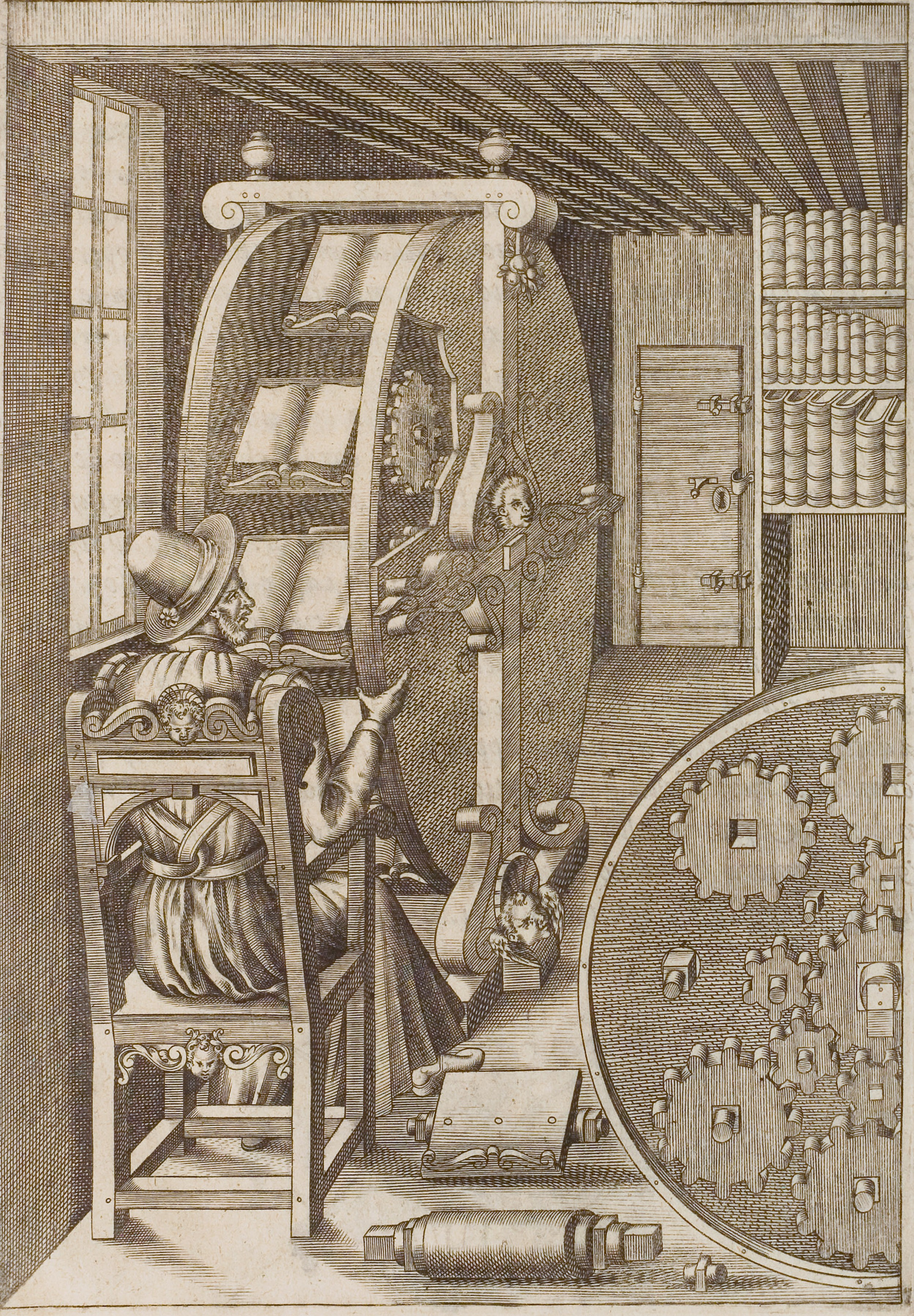
il leggio rotante di Ramelli

Il "Theatrum machinarum" pubblicato da Jacob Leupold dal 1724 al 1739, che a suo volta costituì la principale fonte della scuola meccanica di Gaspard Monge, dipende ancora in larga misura dall'opera di Ramelli.
Poiché nell'opera mancano completamente illustrazioni di fortificazioni, che costituivano il principale interesse professionale dell'autore, probabilmente Ramelli intendeva dedicare loro un altro libro.
L'unica altra opera nota di Ramelli è un manoscritto inedito e incompleto dedicato alla descrizione di un elaborato strumento per il rilevamento. Il manoscritto ne descrive anche possibili usi militari.

## Edizioni
- Agostino Ramelli, Le diverse et artificiose machine del capitano Agostino Ramelli dal ponte della Tresia... nelle quali si contengono varii et industriosi movimenti... composte in lingua Italiana et Francese, a Parigi, in casa dell'autore, 1588. URL consultato il 12 dicembre 2019.

Una traduzione inglese dell'opera di Ramelli è:
- "The Various and Ingenious Machines of Agostino Ramelli. A Classic Sixteenth-Century Illustrated Treatise on Technology. Translation and Biographical Study by Martha Teach Gnudi. Annotations and Glossary by Eugene S. Ferguson", New York, Dover, 1976.
- Agostino Ramelli, Le diverse et artificiose Macchine. 1588. BSI -Banca Della Svizzera Italiana, Lugano 1992.
- Le diverse et artificiose machine del Capitano Agostino Ramelli, Luigi Maestri Tipografo, Milano, 1981.

Nel 1612, il padre gesuita Sabatino de Ursis tradusse oralmente in cinese l'opera di Agostino Ramelli, che fu messa per iscritto da Xu Guangqi. Il libro venne pubblicato con il titolo 泰西 水 法 (Tàixī shuǐfǎ, Macchinari idraulici dell'Occidente).